# Свищов-Паола, Николай Иванович

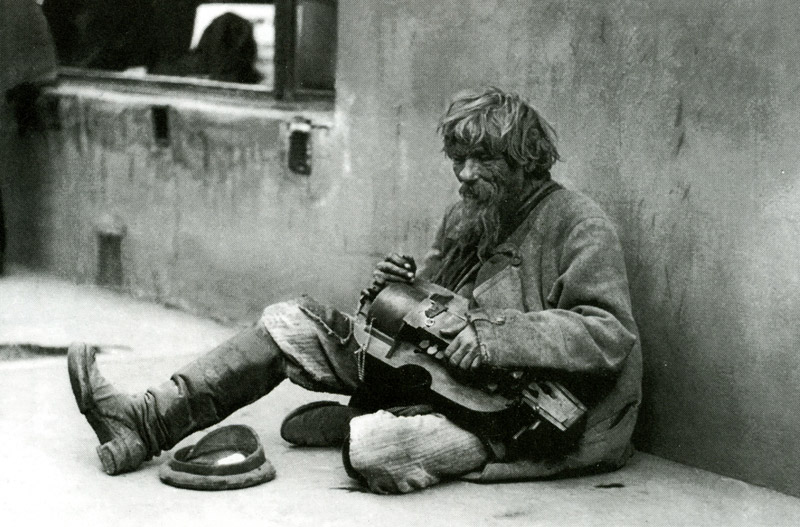
Фото Свищева - уличный музыкант, 1900-е гг.

Николай Иванович Свищов-Паола (22 мая 1874—5 июня 1964) — русский, советский фотохудожник.

## Биография
Родился 22 мая 1874 года в Москве. Отец, торговец бельем, мать Екатерина Кудрявцева, из крестьян.
В 1895 году открыл собственное фотоателье в арендованном помещении в Москве, которое позже перешло в его собственность. 
В 1898 году Николая Ивановича женился на Елене Алексеевне Тороповой.

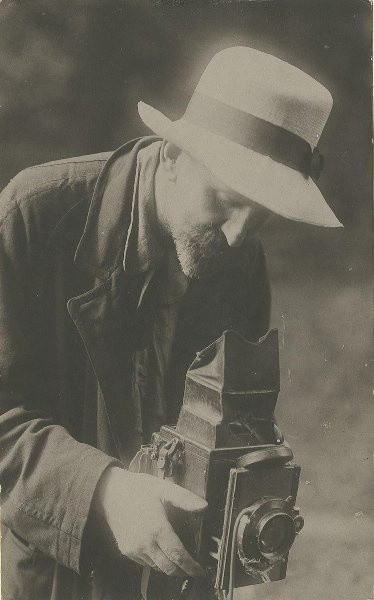
Николай Свищов-Паола с фотоаппаратом, 1906

В 1908 г. фотограф Н.С.Коротков предложил Николаю Ивановичу, поработать в своём ателье «Паола» на Кузнецком мосту. Спустя несколько месяцев Коротков решил продать фотоателье, которое выкупил сам Николай Иванович вместе с оборудованием и фирмой «Паола». Николая Ивановича стали звать то Свищовым, то «Паолой». Когда пришлось получать новый паспорт — вписали в бланк двойную фамилию.

Работал в технике печати гуммиарабик и бромойль.
При съемке применял объектив «монокль». Придумал печатать изображения на фарфоре и на стекле.
Действительный член Русского Фотографического Общества в Москве с 1906 года.
Соучредитель Всероссийского общества фотографов-профессионалов.
В 1910—1920-е годы участвует во множестве фотовыставок, имеются многочисленные награды. Творчество Свищова-Паола как фотографа достигает наивысшего расцвета.
Член-учредитель Всероссийского фотографического общества в 1928 году.
В это же время снимает портреты Сергея Есенина, Сергея Лемешева, Василия Качалова, Николая Бухарина и многих других.
Выполняет фото-работы для выставок «Искусство движения», в конце 1920-х годов.
В 1940 году закрыл своё фотоателье.
После Отечественной войны Свищов-Паола работал над созданием ряда фотопортретов советских академиков по государственноому заказу, также снимал актёров и спектакли.

Подписывал свои работы: «Свищов».
Умер 5 июня 1964 года. Похоронен на Раевском кладбище .

## Награды
- Почетная грамота Президиума Верховного Совета СССР